# Грим в пекинской опере

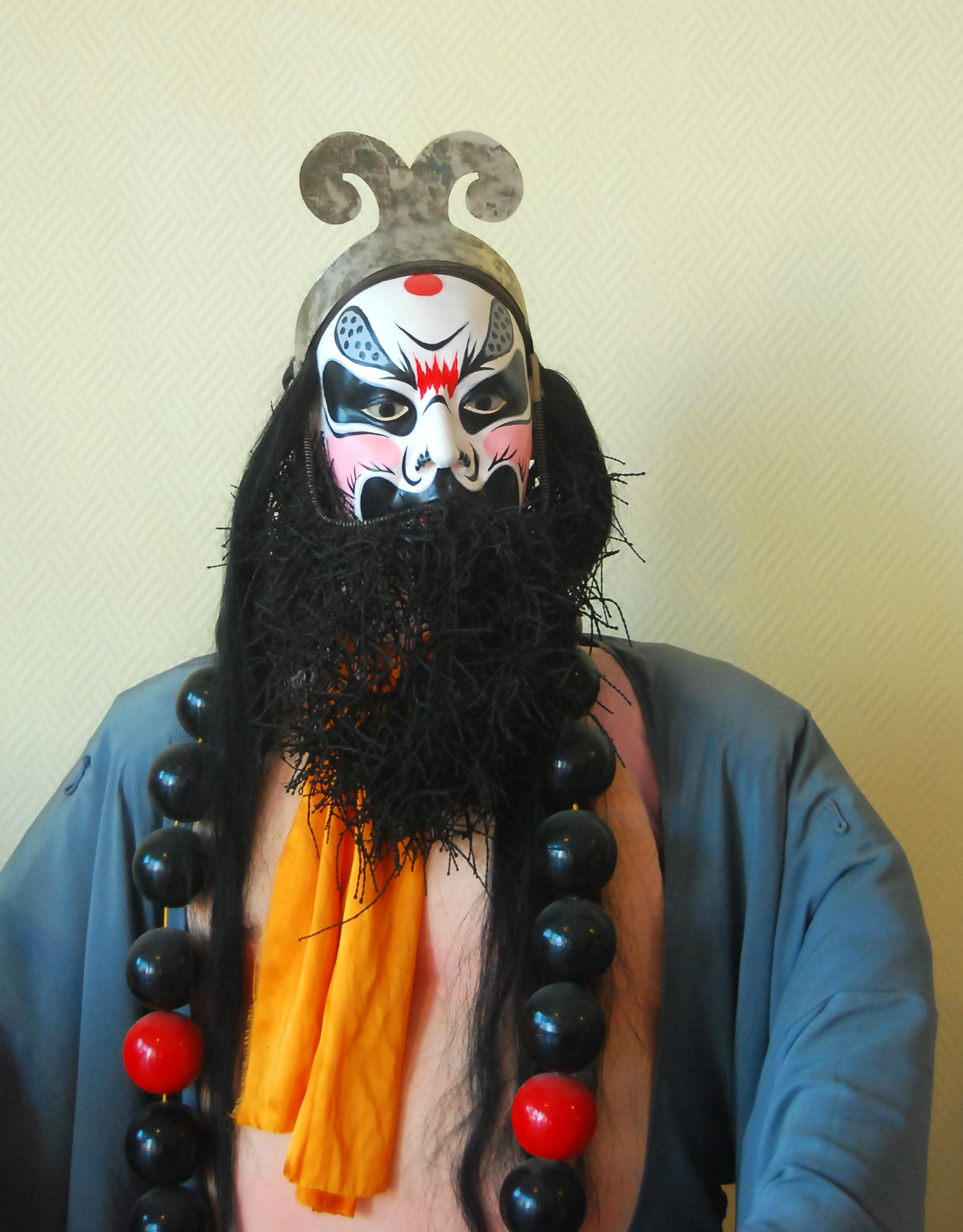
Изображение грима Ша Сэна на манекене

Грим в пекинской опере (кит. трад. 京劇臉譜, упр. 京剧脸谱, пиньинь jīngjù liǎnpǔ, палл. цзинцзюй ляньпу) представляет собой один из основных инструментов, с помощью которого актёр передаёт настроение и характер персонажа.

## История
История происхождения грима пекинской оперы тесно связана с использованием в Древнем Китае масок в религиозных и военных целях. Так, раскопки стоянки культуры Саньсиндуй в провинции Сычуань позволили сделать вывод, что маски использовались в Китае как минимум начиная со второго тысячелетия до нашей эры. Во времена Южных и Северных Династий актёры уже использовали в своих выступлениях маски. Так, одним из первых образов, для которого актёры использовали маски, был образ полководца Северной Ци Лань Лина, который был известен своими успехами в ратном деле, но из-за несоответствующих образу черт лица носил маску, которая выражала воинственность.
Постепенно от тяжёлых масок стали отказываться; это, помимо прочего, давало возможность зрителю лучше увидеть мимику актёров. При этом ранние спектакли пекинской оперы давались под открытым небом, и для того, чтобы зрители из задних рядов могли безошибочно узнавать появляющихся на сцене героев, при помощи грима стали укрупнять черты лица. Если поначалу символика грима была простой, то с переходом пекинской оперы в крытые театры грим усложнился, и со временем для каждого амплуа сформировался свой определённый образ. Почти 200 таких образов уже стали классическими, хотя наиболее часто используются чуть больше десяти.

## Описание

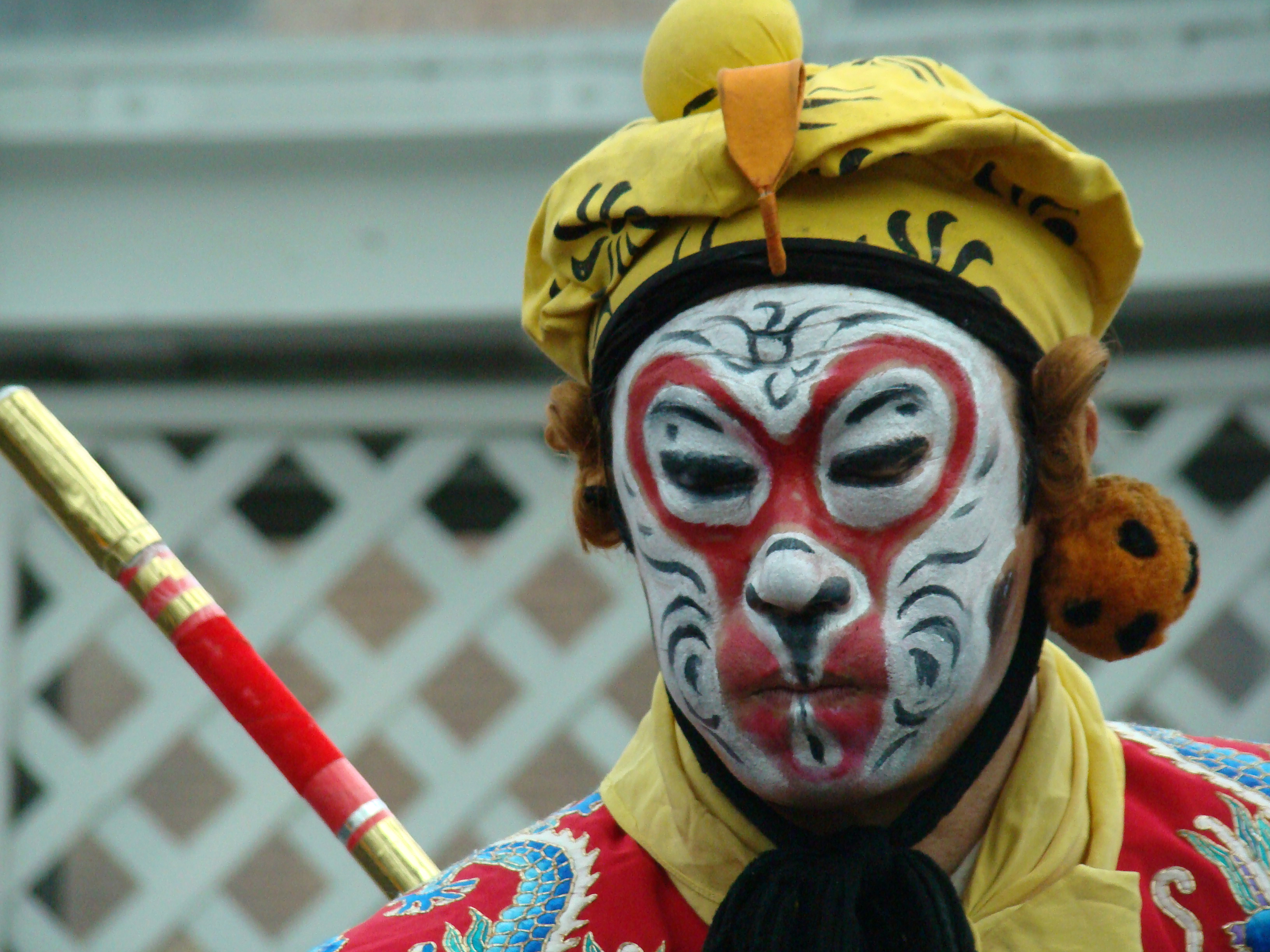
Грим Сунь Укуна должен визуально подсказать зрителю, что перед ним царь обезьян

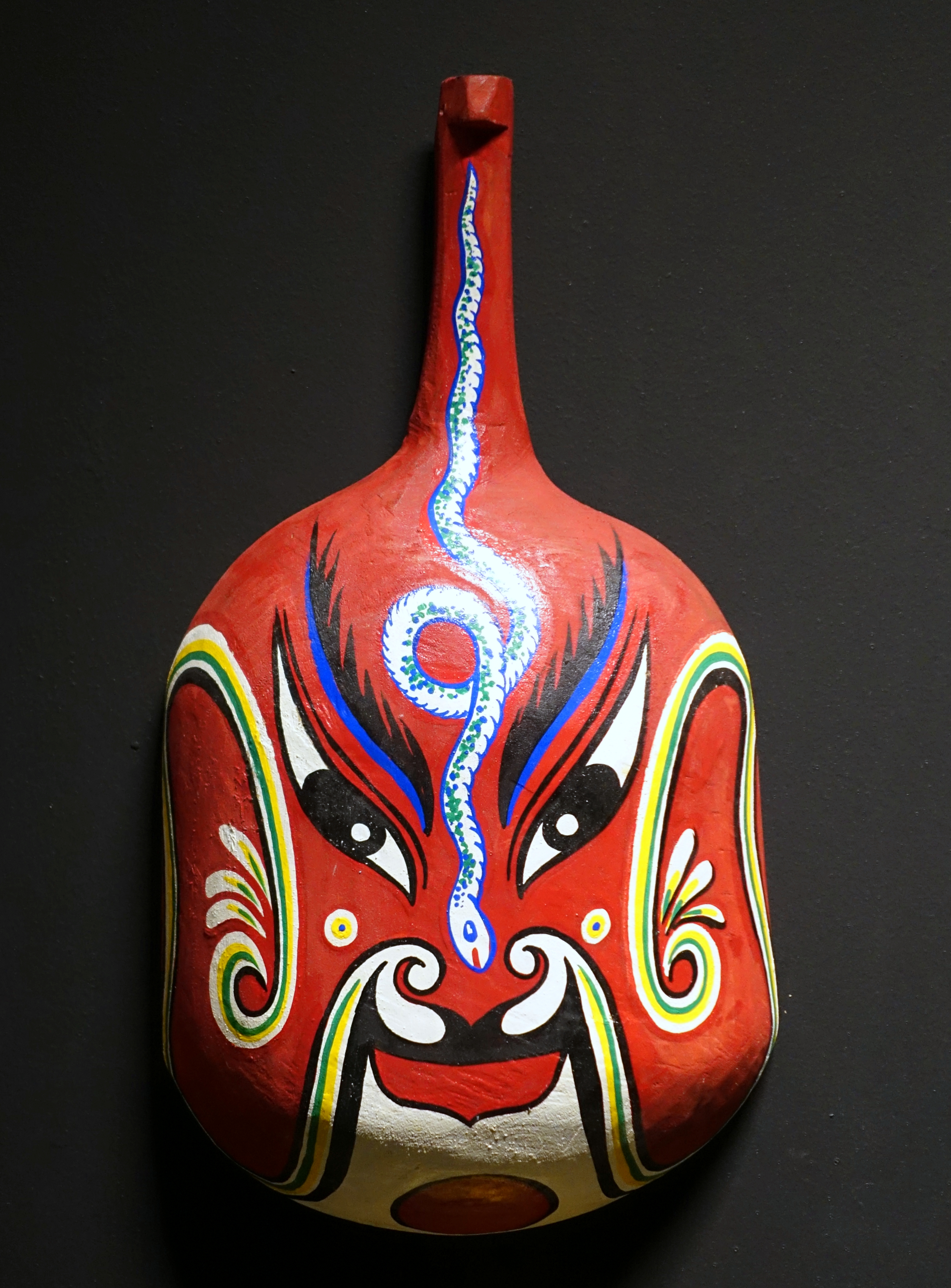
В китайской провинции Шэньси распространено народное искусство изготовления фестивальных половников в стиле грима китайской оперы. На фото — пример такого половника из лиссабонского Музея Востока

Грим персонажей пекинской оперы базируется на культурных и исторических особенностях Китая, раскрывая моральные качества персонажа в понятных для зрителя цветовых и образных решениях. Имеющая вид маски яркая раскраска лица позволяет абстрагироваться от личности актёра и полностью сосредоточиться на персонаже.
Типы грима в пекинской опере можно разделить на элегантный и цветастый. Элегантный предполагает сохранение более естественных черт лица и минимальное количество грима, наносимого преимущественно в районе глаз и бровей, чтобы подчеркнуть шарм персонажа. Чаще всего элегантный грим используется для ролей амплуа дань и шэн. Цветастый грим изображает персонажей в гиперболической манере и используется главным образом для ролей амплуа цзин и чоу. Различны также подходы к нанесению грима женских и мужских персонажей: лицо женщины выбелено и ярко отмечены чёрным — брови и красным — губы; мужское (особенно героическое) лицо отмечается красным пятном или полумесяцем над бровями.
Также грим позволяет изменить черты лица: чёрные тушь и тени визуально увеличивают глаза, прикреплённые по сторонам лица белые полосы дают возможность лицо женского персонажа сделать более овальным, а красные полосы вдоль носа показать нос более вытянутым и прямым.
Важным аспектом грима персонажей-мужчин являются искусственные усы и борода: у молодого героя они будут чёрными, у зрелого — серыми, а у пожилого — белыми. При этом один и тот же герой, в зависимости от возраста, в разных операх может иметь бороды разного цвета: так, Лю Бэй в разных постановках предстаёт то с чёрной, то с серой, то с белой бородой.

### Цвета
Используемые в гриме персонажей пекинской оперы цвета дают зрителю определить характер персонажа, поскольку имеют достаточно однозначное и постоянное значение. При этом, например, в амплуа шэн играют роль также оттенки цвета: чем моложе персонаж, тем светлее используется оттенок красного, чем старше — тем темнее, пожилые персонажи используют сероватый оттенок.
При оценке символики грима важно, что цвета не всегда дают прямое смысловое значение по отдельности: важно понимать как сочетание цветов грима, так и сочетание цветов грима и костюма героя. Помимо этого, важны также отдельные элементы: например, чёрные круги под глазами Сян Юя намекают зрителю на трагическую смерть героя, его самоубийство; судья Бао Чжэн предстаёт с ярко выраженными насупленными бровями, что говорит о трудных мыслях, которыми он всё время занят; грим Сунь Укуна выдаёт в нём обезьянье происхождение.
| Цвет       | Символизируемые качества | Пример персонажа                                                    | Изображение персонажа |
| ---------- | --- | ------------------------------------------------------------------- | --------------------- |
| Красный    | верность и отвага | герой классического романа «Троецарствие» Гуань Юй                  | Гуань Юй              |
| Чёрный     | добродеятельность, прямодушие и честность | судья Бао Чжэн, известный своей беспристрастностью и неподкупностью | Бао Чжэн              |
| Белый      | коварство, неблагодарность и злоба (иногда юмор, находчивость и доброта глуповатого человека — преимущественно в амплуа чоу; при этом белая основа грима отдельной смысловой нагрузки не несёт) | персонаж романа «Троецарствие» Цао Цао                              | Цао Цао               |
| Синий      | твердость и стойкость | персонаж романа «Троецарствие» Сяхоу Дунь                           | Сяхоу Дунь            |
| Зелёный    | упорство и благородство | император Тай-цзу                                                   |                       |
| Жёлтый     | вспыльчивость | Цзи Ляо (кит. 姬僚)                                                 |                       |
| Серый      | лихость (для возрастных персонажей) |                                                                     |                       |
| Пурпурный  | мудрость и бесстрашие |                                                                     |                       |
| Золотистый | связан с духами и богами |                                                                     |                       |